# Alvaro (DJ)
Alvaro, de son nom d'origine Jasper Helderman, est un disc-jockey néerlandais né le 27 janvier 1987 et basé à Amsterdam, Pays-Bas.
De nombreux labels d'envergure internationale ont publié les titres du néerlandais, parmi lesquels Spinnin' Records, Revealed ou encore Musical Freedom.

## Discographie partielle
Discographie non exhaustive : les singles et remixes sortis antérieurement à 2012 sont absents de cette liste. Discographie issue principalement de http://www.bptoptracker.com.

### Singles
- 2012 : Make The Crowd GO [Spinnin Records]
- 2012 : Pay Attention To The Drums [Mixmash Records]
- 2012 : Make Me Jump [Musical Freedom]
- 2013 : Rock Music [Revealed Recordings]
- 2013 : United (Ultra Music Festival Anthem) (avec Tiesto et Quintino) [Ultra]
- 2013 : World In Our Hands (avec Quintino) [Spinnin Records]
- 2013 : NaNaNa (avec MOTi) [Hysteria Recs]
- 2013 : Welcome To The Jungle (avec Mercer) [Revealed Recordings]
- 2013 : Out of Control (avec TsT) [Musical Freedom]
- 2014 : Ready for Action (avec Joey Dale) [Spinnin Records]
- 2014 : Charged (avec Glowinthedark) [Powerhouse Music]
- 2014 : Shades [Musical Freedom]
- 2014 : The Underground (avec Carnage) [Spinnin Records]
- 2014 : Dagga (avec Dirtcaps) [Smash The House]
- 2014 : Boomshakatak (avec Wiwek) [Barong Family]
- 2014 : Oldskool (avec Van Dalen) [DOORN (Spinnin)]
- 2015 : Guest List (avec Jetfire) [Musical Freedom]
- 2015 : Fire (avec Wiwek) [Dim Mak Records]
- 2015 : Take U (avec D-Wayne) [Wall Recordings]
- 2015 : Flags Up (avec Dirtcaps, Yellow Claw) [Barong Family]
- 2015 : Empire (avec Mike Cervello) [Barong Family (Spinnin')]
- 2016 : In Mijn Systeem [Sony Music Entertainment]

### Remixes
- 2011 : Pitbull ft. Ne-Yo, Afrojack and Bayer -Give Me Everything (Alvaro Remix)
- 2011 : Far East Movement ft. Dev & The Cataracs - Like A G6 (Alvaro Remix)
- 2012 : Yellow Claw ft. Sjaak & Mr. Polska - Krokobil (Alvaro & Naffz Remix)
- 2012 : Tyga - Rack City (Alvaro Remix)
- 2012 : Pitbull - Back In Time (Alvaro Remix)
- 2012 : Pitbull ft. T-Pain - Hey Baby (Alvaro Remix)
- 2012 : Zedd ft. Heather Bright - Stars Come Out (Alvaro Remix)
- 2013 : The Partysquad ft. Jayh, Sjaak, & Reverse - Helemaal Naar de Klote (Alvaro Remix)
- 2013 : PSY - Gangnam Style (Alvaro Bootleg)
- 2014 : The Kickstarts, Vogue - Freaks (Alvaro Remix) [Big Alliance Records]
- 2014 : Iggy Azalea ft. Rita Ora - Black Widow (Alvaro Trap Bootleg)
- 2015 : Yo Yo Honey Singh - Yaar Na Milay (Alvaro Remix)
- 2015 : The Partysquad ft. Jayh, Reverse, MocroManiac, Cho and Bokoesam - Dat Is Dat Ding (Alvaro Remix) (incl. Alvaro vs. Bassthunder & Simon Nash Remix)
- 2015 : Moksi - Brace Yourself (Alvaro Remix)
- 2016 : Drake - One Dance (Alvaro Remix) [Private Download]